# Aechmea woronowii
Aechmea woronowii là một loài thực vật có hoa trong họ Bromeliaceae. Loài này được Harms mô tả khoa học đầu tiên năm 1930.